# Greg Mike
Gregory Michael Mensching é um artista americano. Ele começou a fazer graffiti aos 13 anos e depois transformou-se em artista de murais aos vinte e poucos anos. Ele é conhecido pela arte de rua, pintura mural e o ícone Loudmouf nos Estados Unidos, Austrália, Canadá e Suíça. Em 2008, ele fundou a ABV Gallery and Agency em Atlanta, GA, que exibe artistas de todo o mundo e trabalha com marcas em projectos de design comercial.